# 한국시인협회상
한국시인협회상(韓國詩人協會賞)은 한국시인협회에서 1957년부터 한국시사에서 독특한 세계를 확립했고 시문학사적 위치를 갖는 시인을 선정하는 상으로, 출간된 시집을 심사하여 매년 수여하며 대한민국 문학상에서 가장 오래된 상이다.
김수영의 시집 《달나라의 장난》이 첫 회 수상작으로 선정된 이래, 2012년까지 44회에 걸쳐 53명의 수상자가 나왔다.
2005년부터는 젊은 시인상을 같이 수상하고 있다.

## 역대 수상자
| 연번 | 연도   | 작가   | 작품                                                                                               |
| ---- | ------ | ------ | -------------------------------------------------------------------------------------------------- |
| 1    | 1957년 | 김수영 | 生活, 동백, 폭포, 병풍, 눈                                                                         |
| 2    | 1958년 | 김춘수 | 雨季, 부다페스트에서의 소녀의 죽음, 꽃 ,꽃을 위한 序詩, 소년                                       |
| 3    | 1959년 | 전봉건 | 꽃,천상의 악기?豹범, 고전적인 속삭임 속의 Ⅲ.Ⅳ.Ⅵ.Ⅷ                                                  |
| 4    | 1972년 | 정한모 | 序章, 밤의 水路, 나비의 여행, 그저 댓 間쯤, 睡眠의 숲 누비는                                       |
| 4    | 1972년 | 허영자 | 감, 봄, 白磁 , 겨울햇볕, 긴 봄날                                                                   |
| 5    | 1973년 | 김광림 | 풍경, 갈등, 0, 壬子, 乞人                                                                          |
| 6    | 1974년 | 조병화 | 먼 외국에 떠날 때마다, 한번은 절에서, 1962년 음력 6월3일, 그저 눈물이, 우린 서로 주소도 모르리     |
| 7    | 1975년 | 김남조 | 사랑 草書 1.6.7.11.15.16.23.32.37.38.40.43.47.51.54.63.78.83.94.95                                 |
| 7    | 1975년 | 홍윤숙 | 他關의 햇살(1.麗日 2,가을.도시.入口에 3.내가 사는 마을), 情非, 당신은 오늘                         |
| 8    | 1976년 | 박재삼 | 어떤 歸路, 엿장수의 가위소리, 그 기러기 마음을 나는 안다, 아기 발바닥에 이마 대고, 잠 못 드는 밤에 |
| 9    | 1977년 | 이형기 | 랑겔한스섬의 가문 날의 꿈, 폭포, 奇蹟, 사랑歌, 손가락                                              |
| 9    | 1977년 | 이유경 | 보리, 嚴冬의 강물, 柏山소식, 明禮에서, 守山누나                                                    |
| 10   | 1978년 | 김종삼 | 북치는 소년, 民間人, 나의 本籍, 돌각담, 詩人學校                                                   |
| 11   | 1979년 | 성찬경 | 나사1, 나사2, 나사3, 나사4, 나사5                                                                  |
| 12   | 1980년 | 정진규 | 오세요, 오세요, 집, 들판의 비인 집이로다, 峰雪, 곳곳에 가을이 당도하였으매                         |
| 13   | 1981년 | 김요섭 | 이경희                                                                                             |
| 14   | 1982년 | 김영태 | 시집《여울묵 비오리》                                                                              |
| 14   | 1982년 | 박제천 | 시집《律》                                                                                         |
| 15   | 1983년 | 강우식 | 시집《파도조》                                                                                     |
| 15   | 1983년 | 오세영 | 시집《가장 어두운 날 저녁에》                                                                      |
| 16   | 1984년 | 김여정 | 시집《어린 신에게》                                                                                |
| 16   | 1984년 | 이 탄  | 시집《대장간 앞을 지나며》                                                                         |
| 17   | 1985년 | 박의상 | 시집《비위는 저의 길을 가로막는다》                                                                |
| 17   | 1985년 | 조창환 | 시집《나자로 마을의 새벽》                                                                         |
| 18   | 1986년 | 감태준 | 시집《종로별곡》                                                                                   |
| 18   | 1986년 | 김초혜 | 시집《사랑굿》                                                                                     |
| 18   | 1986년 | 성춘복 | 시집《바깥 세상에 띄우나니》                                                                       |
| 19   | 1987년 | 이승훈 | 시집《당신의 방》                                                                                  |
| 20   | 1988년 | 조정권 | 시집《하늘이불》                                                                                   |
| 21   | 1989년 | 장 호  | 시집《동경 까마귀》                                                                                |
| 22   | 1990년 | 이성선 | 시집《새벽 꽃향기》                                                                                |
| 23   | 1991년 | 박희진 | 시집《북한산 진달래》                                                                              |
| 24   | 1992년 | 박성룡 | 시집《동백꽃》                                                                                     |
| 25   | 1993년 | 김형영 | 시집《기다림이 끝나는 날에도》                                                                     |
| 26   | 1994년 | 신중신 | 시집《바이칼호에 와서》                                                                            |
| 27   | 1995년 | 김종해 | 시집《별똥별》                                                                                     |
| 28   | 1996년 | 이건청 | 시집《코뿔소를 찾아서》                                                                            |
| 29   | 1997년 | 범대순 | 시집《아름다운 가난》                                                                              |
| 30   | 1998년 | 박상천 | 시집《5679는 나를 불안하게 한다》                                                                  |
| 31   | 1999년 | 노향림 | 시집《후투티가 오지 않는 섬》                                                                      |
| 32   | 2000년 | 허만하 | 시집《비는 수직으로 서서 죽는다》                                                                  |
| 33   | 2001년 | 이수익 | 시집 《눈부신 마음으로 사랑했던》                                                                  |
| 34   | 2002년 | 홍신선 | 시집 《자화상을 위하여》                                                                           |
| 35   | 2003년 | 오탁번 | 시집 《벙어리장갑》                                                                                |
| 36   | 2004년 | 신달자 | 시선집《이제야 너희를 만났다》                                                                     |
| 37   | 2005년 | 최창균 | 시집 《백년 자작나무 숲에 살자》                                                                   |
| 38   | 2006년 | 신현정 | 시집 《자전거 도둑》                                                                               |
| 39   | 2007년 | 한영옥 | 시집 《아득한 얼굴》                                                                               |
| 40   | 2008년 | 원구식 | 시집 《마돈나를 위하여》                                                                           |
| 41   | 2009년 | 나태주 | 시집 《눈부신 속살》                                                                               |
| 42   | 2010년 | 강인한 | 시집 《입술》                                                                                      |
| 43   | 2011년 | 허형만 | 시집 《그늘이라는 말》                                                                             |
| 44   | 2012년 | 유안진 | 시집 《둥근 세모꼴》                                                                               |
| 45   | 2013년 | 김후란 | 시집 《새벽, 창을 열다》                                                                           |
| 46   | 2014년 | 이근배 | 시집 《추사를 훔치다》                                                                             |

## 젊은 시인상 수상자
| 연번 | 연도   | 작가   |
| ---- | ------ | ------ |
| 1    | 2005년 | 유홍준 |
| 2    | 2006년 | 권혁웅 |
| 3    | 2007년 | 박현수 |
| 4    | 2008년 | 길상호 |
| 5    | 2009년 | 윤관영 |
| 6    | 2010년 | 강경호 |
| 7    | 2011년 | 손택수 |
| 8    | 2012년 | 이재훈 |
| 9    | 2013년 | 김병호 |
| 10   | 2014년 | 윤성택 |

## 같이 보기
- 한국시인협회